# Jakob Josef Zelger
Jakob Josef Zelger (Stans, 26 luglio 1735 – Stans, 16 luglio 1815) è stato un politico svizzero.

## Biografia
Cattolico, figlio dell'Obervogt (balivo) Karl Matthias Zelger e di Marie Genoveva Risi, fu diversi anni al servizio del principe abate di Einsiedeln, prima come ciambellano nel 1755, poi come segretario di cancelleria nel 1758 e infine come cancelliere tra il 1763 e il 1773. Nel 1764 sposò Anna Maria Generosa Lussi, figlia di Anton Ignaz Lussi, e nel 1765 la coppia avrà come figlio Franz Niklaus Zelger. Nel 1770 si risposò con Marie Maura Keyser, figlia di Felix Leonz Keyser.
Ebbe diversi incarichi politici nel canton Nidvaldo: nel 1775 fu inviato al sindacato a Bellinzona, nel 1782 divenne vessillifero del Consiglio, Vicelandamano tra il 1782 e il 1791 e Landamano nel 1792 e nel 1796. Nel 1786 si risposò una terza volta con Marie Theresia Achermann, figlia di Johann Franz Alois Achermann. Nel periodo della Repubblica Elvetica fu un esponente della fazione dei patrioti, di stampo illuminista, e nel 1798 fu inviato a Aarau per il giuramento della Costituzione della Repubblica, ma successivamente la sua carriera politica subì un declino.